# Frazen
Frazen war eine US-amerikanische Automobilmarke.

## Beschreibung
Hersteller war Ray Greene Company aus Toledo  in Ohio. Eine Quelle gibt als Bauzeitraum etwa 1952 an. Eine andere Quelle nennt 1951 bis 1962, obwohl das Basisfahrzeug bereits 1953 eingestellt wurde.
Der zweisitzige Roadster wurde auf dem Fahrgestell des Henry J aufgebaut, von dem auch Motor und Antrieb übernommen wurden. Somit hatte der Wagen 2540 mm Radstand und wurde von einem Sechszylinder-Reihenmotoren angetrieben, die aus 2638 cm³ Hubraum eine Leistung von 80 bhp (59 kW) bei 3300 min−1 entwickelten. Die GFK-Karosserie zeigte geschwungene Kotflügel im englischen Stil. Wenig Anklang allerdings fand der verchromte Kühlergrill, der bis weit unter die gerundete Schnauze zog und an einen umgedrehten Vogelkäfig erinnerte.
Die Wagen waren sowohl in fertig montiertem Zustand für US$ 2795,– als auch als Karosserie-Kit erhältlich.